# 德拉肯斯坦城堡
德拉肯斯坦城堡（荷蘭語：Drakensteyn）是位於荷蘭乌得勒支省巴伦市的一座小型城堡。

## 历史
自2013年荷兰前任女王贝娅特丽克丝退位之後便居住在這裡，她于1959年成为公主时买下这座城堡，1963年开始居住，1966年与克劳斯亲王结婚之后仍然在此居住，还有三个儿子陪伴。1980年贝娅特丽克丝之母、朱莉安娜女王遜位，她成为荷兰新女王。1981年和丈夫一同搬去海牙居住。2013年其长子威廉-亚历山大登基之后，选择回到城堡居住。

## 画廊

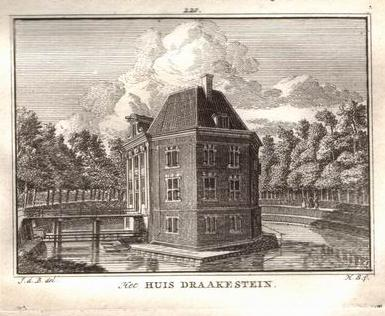
1750年的德拉肯斯坦城堡
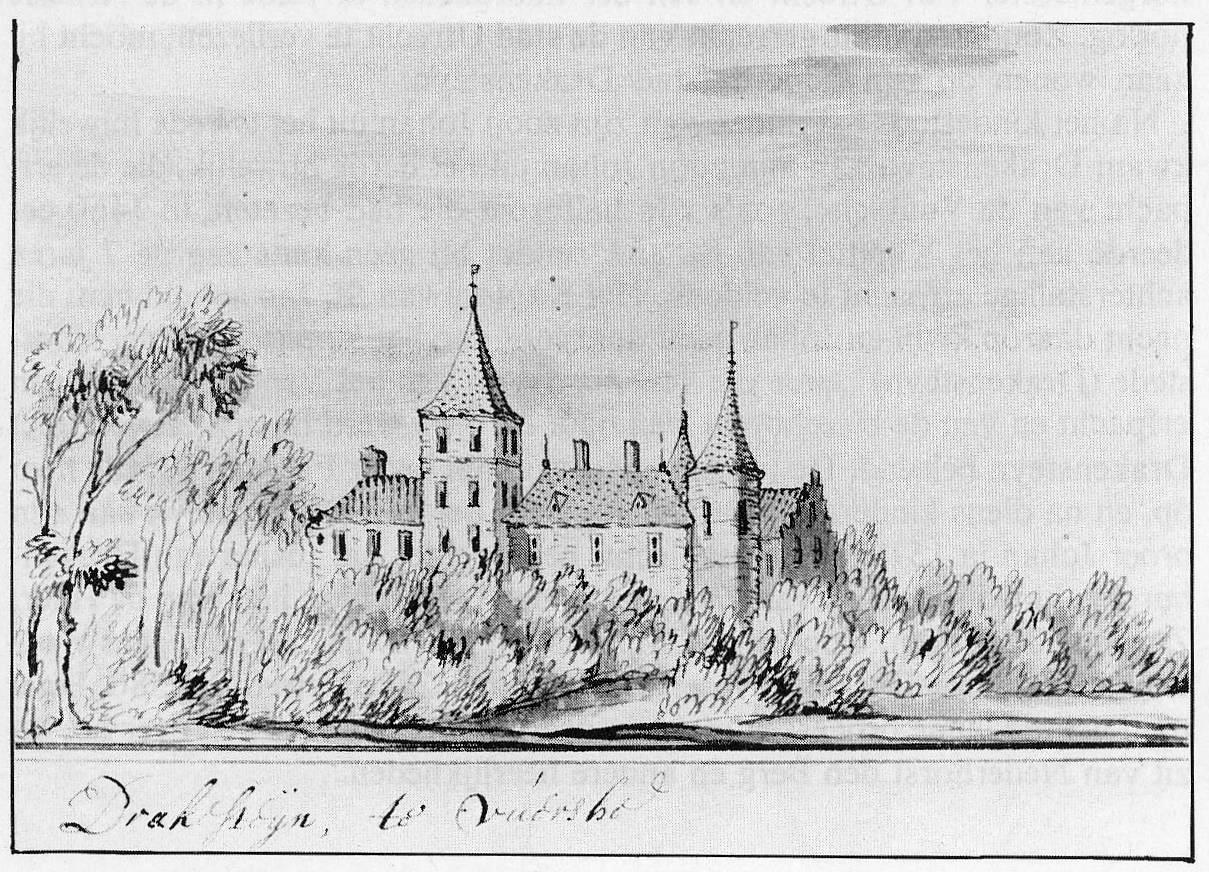
绘画

## 外部連結
- 维基共享资源上的相關多媒體資源：德拉肯斯坦城堡
- Page on the Royal House site